# 유성 치경 내파음
유성 치경 내파음(有聲齒莖內破音)은 자음의 하나로 이나 잇몸에서 조음되는 유성 내파음이다.

## 발음의 예
- 신드어: ڏ에서 이 소리가 난다.
- 베트남어: đ에서 이 소리가 난다.
- 하우사어: ɗ에서 이 소리가 난다.
- 쇼나어: d에서 이 소리가 난다.
- 좡어: nd에서 이 소리가 난다.

## 한글 표기
해당 발음이 존재하는 베트남어에서는 'ㄷ'으로 적는다.

## 같이 보기
- 무성 치경 내파음